# Museum voor Stenen Voorwerpen
Het Museum voor Stenen Voorwerpen in de Belgische stad Gent is een Lapidarium gevestigd in de ruïnes van de voormalige Sint-Baafsabdij

## Collectie
De verzameling van het museum bestaat uit historische grafstenen van vooraanstaande Gentse edelen en patriciërs. Dit waardevol oud funerair erfgoed werd verzameld door de Stad Gent en komt uit gerestaureerde of niet meer bestaande gebouwen. Het museum werd in 1887 in de ruïnes van de abdij ondergebracht, en bevindt zich in de vroegere refter en de kloostertuin. Er werd een catalogus geschreven van de verzameling.
Tot de topstukken behoorde de grafsteen van Hubertus Van Eyck.

## galerij

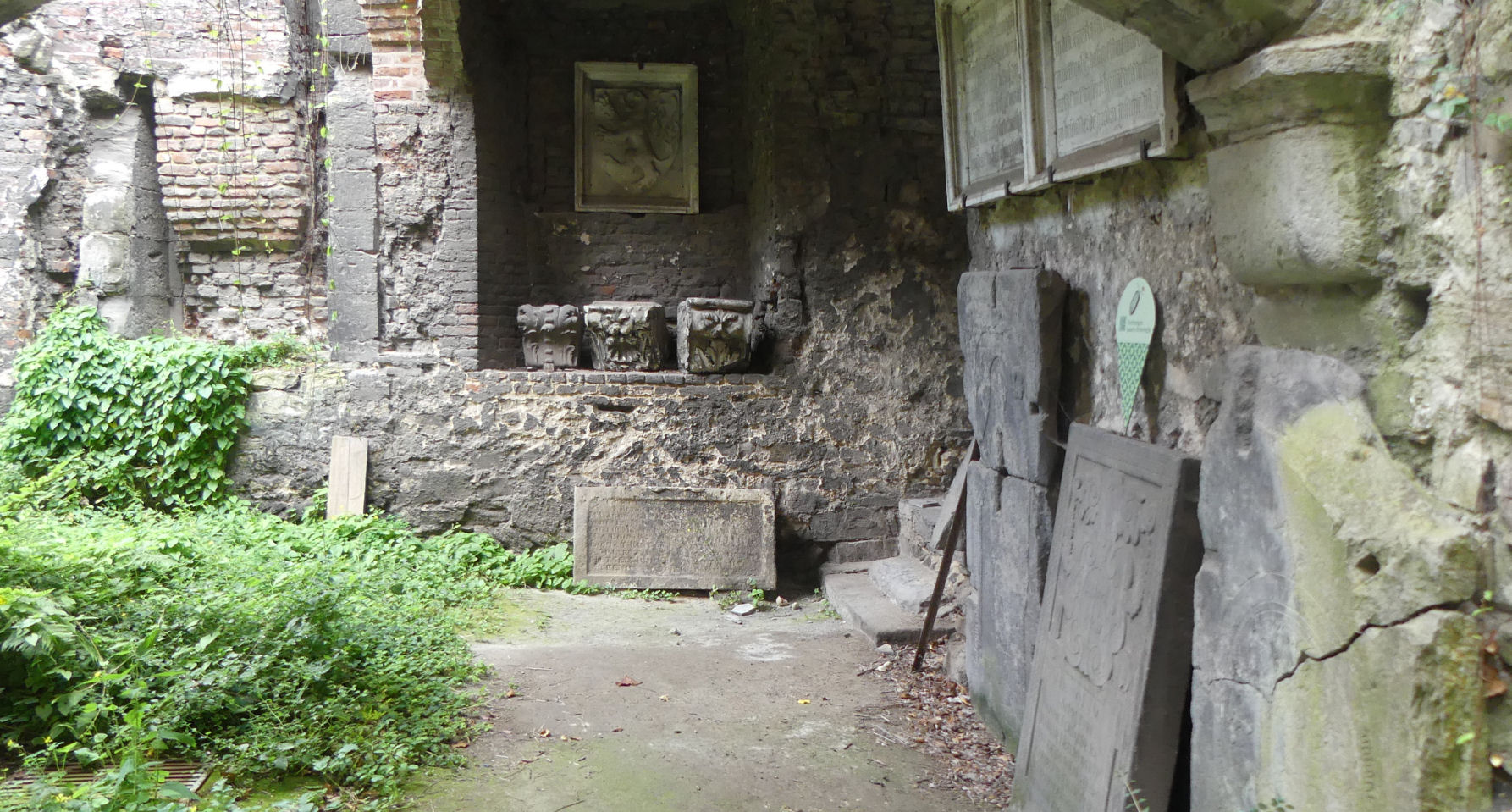
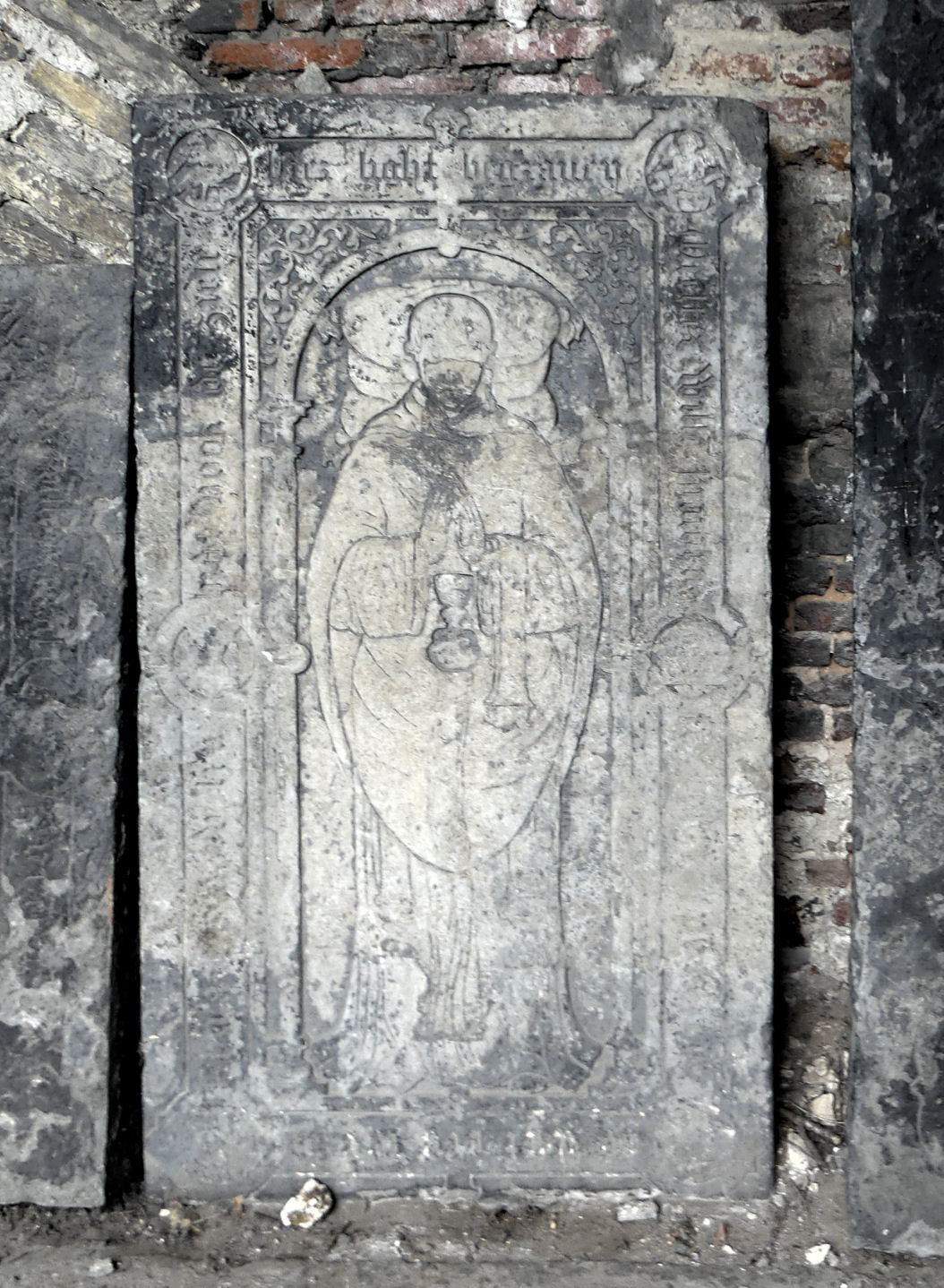
deksteen van een geestelijke
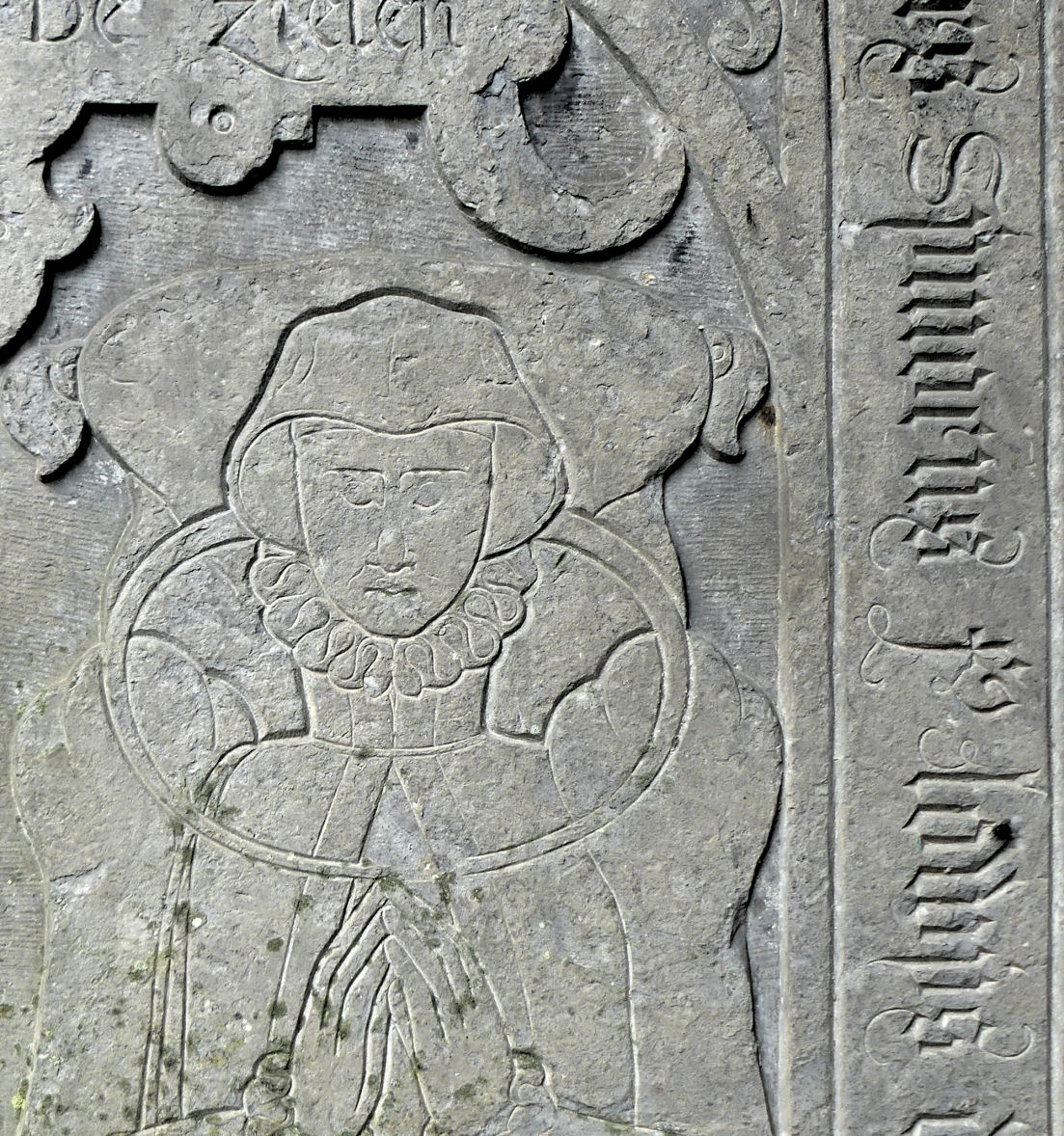
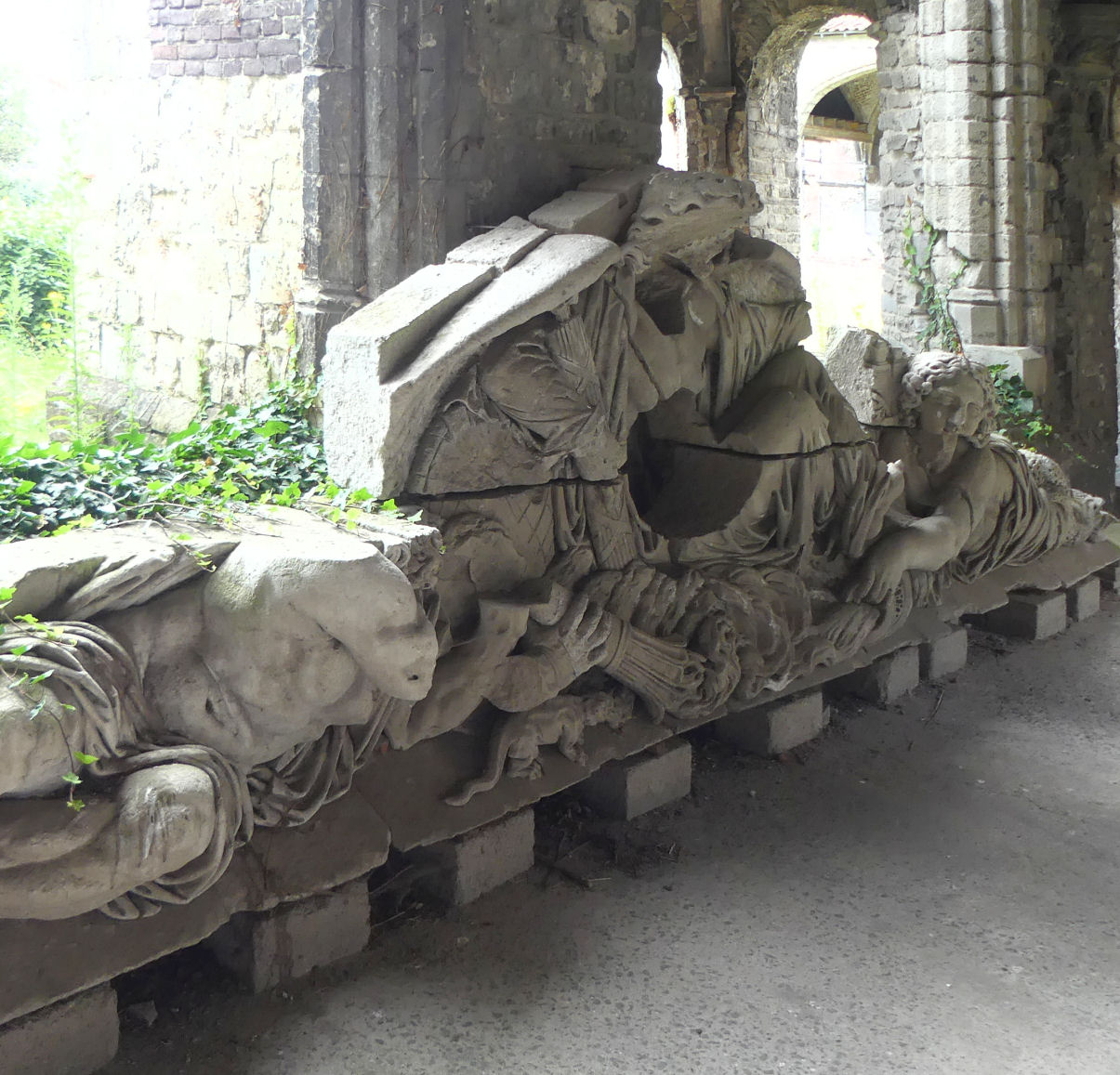
fronton in zandsteen
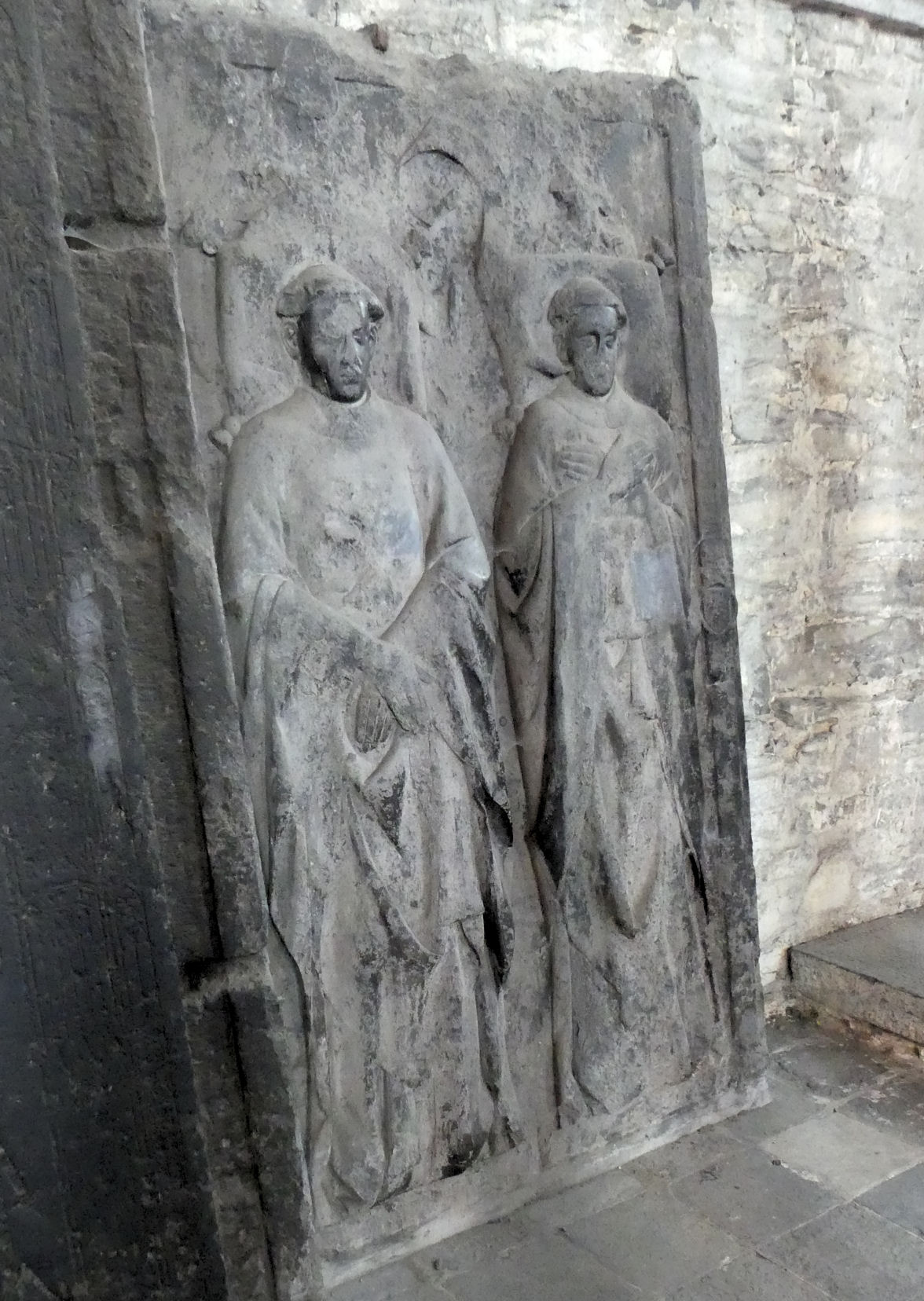
dubbelgraf van 2 geestelijken